# Остров погибших кораблей (фильм)
«Остров погибших кораблей» — советский телевизионный двухсерийный музыкальный художественный фильм 1987 года, поставленный режиссёрами Евгением Гинзбургом и Рауфом Мамедовым по мотивам одноимённого романа Александра Беляева. Снят Творческим объединением телевизионных фильмов киностудии «Ленфильм» по заказу Гостелерадио СССР. Телевизионная премьера фильма состоялась 9 апреля 1988 года по Первой программе ЦТ.

## Сюжет
Обычный парень, житель Ленинграда по имени Володя ссорится со своей женой. После ссоры он выходит на улицу… и неожиданно оказывается в Марселе в 1928 году, причём в теле убийцы (по мнению арестовавшего его инспектора Джимми Симпкинса) Реджинальда Гатлинга.
Вдвоём они садятся на пароход, который должен доставить их в Америку, «поближе к электрическому стулу». Однако ночью пароход по непонятным причинам терпит крушение и тонет. Джимми, Володя, а также привлёкшая его внимание очаровательная пассажирка Вивиан Кингман — копия жены Володи — чудом спасаются на гробу с контрабандой. Спустя время им попадается на встречу корабль, странно похожий на «Летучий Голландец», на котором они продолжают дрейфовать в открытом море. А потом пристают к затерянному в Саргассовом море острову, образовавшемуся из обломков полузатонувших кораблей. Правитель острова — Фергюс Слейтон, его ближайший помощник — Шолом-Трепач. Кроме них на острове проживают: жена Трепача Мэгги, историк Людерс с женой Фридой и ещё множество моряков, путешественников, пиратов. По здешнему обычаю, новоприбывшая Вивиан должна выбрать себе в мужья одного из обитателей острова. Слейтон, который сам положил на неё глаз, запирает Володю и Джимми в карцер, но им удаётся освободиться и успеть на церемонию выбора жениха. Вивиан выбирает себе в мужья Володю, так как влюблена в него. Островитяне устраивают пышную свадьбу. Затем наступает брачная ночь, и Володя признаётся Вивиан, что уже женат и «пришёл из другого мира». Но теперь ему уже всё равно, он влюблён в Вивиан.
Тем временем Джимми следит за Слейтоном. Тот замечает «хвост» и настораживается. С утра детектив пытается донести результат своих наблюдений до спутника и ведёт его к тайному месту, но Володя отмахивается, прогоняет Джимми. Тот, обиженный, спускается в трюм обнаруженного им корабля, где обнаруживает… брата Слейтона Эдуарда, запертого в клетке. Узник явно не в себе. В это время подходит Слейтон. Он делает вид, что готов сотрудничать с агентом по особым делам и рассказывает историю своего появления на острове и рассказывает о своём плане его покинуть: он отводит Джимми в сокровищницу, где собрал огромное богатство, для начала он возьмёт с собой небольшую долю, чтобы затем вернуться во главе тайной экспедиции за оставшимся, а чтобы тем временем никто его не опередил, он планирует на время отсутствия поручить управление Шолому-Трепачу — тот должен следить, чтобы никто не разнюхал о побеге и время от времени показывать жителям его брата-близнеца, чтобы те ничего не заподозрили. Поэтому Слейтон всячески старается выказать сочувствие своему помощнику, хотя сам спит с его женой. Тем временем, Володя, наконец понявший, что хотел сказать Джимми, находит и освобождает Эдуарда, но тот, бегая по острову в припадке безумия, погибает. Шолом, видимо, желая обсудить вызванную ими суматоху со Слейтоном, случайно подслушивает его разговор с детективом. Он и до того подозревал жену в изменах, но признание Фергюса повергает его в шок. Он с помощью громкоговорителя, в который приветствовал обычно островитян по утрам, объявляет открывшуюся ему правду. Обнаружив это, Слейтон сбрасывает Джимми в воду и стреляет в него, а за ним, проникнув в рубку убивает Шолома. Никто из островитян не решается на него напасть, кроме Володи, но Слейтон убивает Вивиан и сбегает. За ним гонятся, но он успевает улететь на воздушном шаре и поджечь остров.
А Володя внезапно вновь оказывается в своём времени, у себя в квартире. Судя по его оборванному виду, небритому лицу и шишке на затылке, пережитые приключения ему не приснились. Завершается всё тем, что Володя приводит себя в порядок и садится ужинать перед телевизором вместе с женой, которая так похожа на погибшую Вивиан. Передача про Бермудский треугольник, которую он оставил включённой в самом начале, начавшаяся с фрагмента песни Высоцкого («Дорогая передача»), завершается словами диктора о том, что судя по всему, данный миф зародился в результате повторения множества мистификаций и на самом деле не имеет ничего общего с реальностью.

## В ролях
- Лариса Белогурова — Вивиан Кингман / жена Володи
- Гедиминас Сторпирштис — Володя / Реджинальд Гатлинг (озвучивает Юрий Демич)
- Николай Лавров — агент по особо важным делам Джим Симпкинс
- Константин Райкин — Шолом-Трепач
- Наталья Лапина — Мэгги
- Арунас Сторпирштис — губернатор Фергюс Слейтон (озвучивает Андрей Толубеев)
- Лилиан Малкина — Фрида
- Гали Абайдулов — хромой / дирижёр / испанец
- Валентин Жиляев — Рыжий
- Сергей Паршин — «Моряк»
- Семён Фурман — «Азиат»
- Аркадий Шалолашвили — «Турок»
- Михаил Штейн — «Лилипут»
- Михаил Щеглов — Людерс, муж Фриды
- Тито Ромалио — «Мулат»
- Альгис Арлаускас — эпизод
- Лариса Долина — эпизод
- Николай Носков — эпизод
- Владимир Пресняков — эпизод
- Владимир Стёпин — эпизод
- Любовь Привина — эпизод
- Юрий Сенкевич — камео
- Роман Богданов — мальчик с острова

## Съёмочная группа
- Режиссёры: Рауф Мамедов, Евгений Гинзбург
- Сценарист: Аркадий Клёнов, Евгений Гинзбург, Рауф Мамедов
- Оператор: Валерий Миронов
- Художники: Борис Быков, Михаил Щеглов
- Композиторы: Владимир Давыденко, Александр Басилая, Георгий Гаранян, Александр Зацепин, Владимир Чекасин, Давид Тухманов, Юрий Саульский
- Автор текстов песен: Юрий Ряшенцев

## Производство
Натурные съёмки проводились на Бердянской косе, на побережье Азовского моря (город Бердянск).
БольшАя часть съёмок проводилась  в Ленинграде, на УТС "КАМЕНСК" (учебно-тренажерное судно). Съёмки проводились в интерьерах судна и помещениях тренажеров по борьбе за живучесть судна.На стоянке в порту БМП. 

## Песни, прозвучавшие в фильме[3]
- «Закадровая песенка» (музыка Владимир Давыденко, слова Юрий Ряшенцев) исполняют Владимир Стёпин, Элла Фидельман, Нина Матвеева.
- «Путь на дно» (музыка Георгий Гаранян, слова Юрий Ряшенцев) исполняют Любовь Привина, Владимир Стёпин, Элла Фидельман, Нина Матвеева.
- «Акула» (музыка Александр Зацепин, слова Юрий Ряшенцев) исполняет Николай Носков.
- «Ах, если б не любовь…» (музыка Владимир Давыденко, слова Юрий Ряшенцев) исполняют Николай Носков и Элла Фидельман.
- «Призраки» (музыка Георгий Гаранян[4], слова Юрий Ряшенцев) исполняет Владимир Пресняков.
- «Песня Шолома, встречающего вновь прибывших» (музыка Александр Басилая, слова Юрий Ряшенцев) исполняет Михаил Пахманов.
- «Песня о Бермудах» (музыка Юрий Саульский, слова Юрий Ряшенцев) исполняет Владимир Стёпин.
- «На острове» (музыка Давид Тухманов, слова Юрий Ряшенцев) исполняет Сергей Минаев.
- «Свадебная песня» (музыка Давид Тухманов, слова Юрий Ряшенцев) исполняет Михаил Пахманов.
- «Тяните жребий» (Владимир Давыденко, слова Юрий Ряшенцев) исполняет Михаил Пахманов.
- «Начало каждого из нас» (музыка Юрий Саульский, слова Юрий Ряшенцев) исполняет Сергей Минаев.
- «Письма любимым» (музыка Александр Басилая, слова Юрий Ряшенцев) исполняет ансамбль «Иверия».
- «Мой верный мавр» (Владимир Давыденко[5], слова Юрий Ряшенцев) исполняет Любовь Привина.
- «Песенка о законном браке» (музыка Александр Басилая[6], слова Юрий Ряшенцев) исполняет Сергей Минаев.
- «Ничем не обладать» (музыка Александр Зацепин[7], слова Юрий Ряшенцев) исполняет ансамбль «Иверия».
- «Номер диктатора Слейтона» (музыка Владимир Давыденко, слова Юрий Ряшенцев) исполняет Павел Смеян.
- «Песня Шолома о жене» (музыка Владимир Давыденко, слова Юрий Ряшенцев) исполняет Михаил Пахманов.
- «Романтика» (музыка Владимир Давыденко, слова Юрий Ряшенцев) исполняет Николай Носков.

## Награды
- 1988 — приз «Серебряная роза» МТФ в Монтрё[8].

## Критика
Киновед А. Шпагин посчитал фильм неудачным: по его мнению, сюжет и эстрадные номера не согласуются друг с другом.